# Oannes

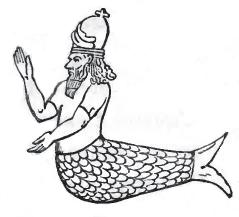
Apkallu auf einem Basrelief aus Ḫorsabad

Oannes ist nach Berossos die babylonische Bezeichnung eines mythischen Mischwesens aus Fisch und Mensch. Es soll der erste Kulturbringer gewesen sein.

## Überlieferung des Berossos
Der vom Marduk-Priester Berossos in seinen Babyloniaka, einem dreibändigen Werk über die babylonische Geschichte, gegebene Bericht über Oannes ist nur fragmentarisch über die Auszüge aus Alexander Polyhistor in den Chroniken des Eusebius von Caesarea und Synkellos erhalten. Des Weiteren berichtet ein in der Bibliotheke (Codes 279) des Patriarchen Photios erhaltenes Exzerpt aus der Chrestomathie des griechischen Grammatikers Helladios über den Fischmenschen. Die Darstellung des Berossos spiegelt ältere mesopotamische Überlieferung wider, denn bestätigend kommen sieben aus dem 1. Jahrtausend v. Chr. stammende keilschriftliche Belege für Oannes hinzu.
Laut Berossos erschien Oannes im ersten Jahr des ersten vorsintflutlichen Urkönigs Aloros aus dem Erythräischen Meer (mit dem hier der Persische Golf gemeint ist). Außer einem Fischkopf soll Oannes ein Menschenhaupt, zusätzlich zu einem Fisch-Schwanz menschliche Füße und eine menschliche Stimme gehabt haben. Jeweils morgens entstieg er dem Meer und lehrte die Menschen Kulturtechniken wie die Schrift, Wissenschaften und verschiedene Künste, außerdem die Gründung von Städten und Heiligtümern, die Gesetzeskunde und den Ackerbau. Während Oannes unter den Menschen weilte, nahm er keine Nahrung zu sich, abends begab er sich wieder ins Meer. Auch soll er den Menschen ein von ihm verfasstes Werk über die Geschichte der Weltschöpfung übergeben haben. Nach seinem Verschwinden sei nichts Wichtiges mehr erfunden worden, doch seien zu einem späteren Zeitpunkt sechs weitere Mischwesen erschienen, die im Einzelnen ausgeführt hätten, wovon Oannes die Hauptgrundzüge entworfen hatte.

## Deutungen
Georg Friedrich Creuzer sieht Oannes in einer Entwicklungslinie vom indischen Vishnu, der in einer seiner Wandlungen als Fisch die Veden zurückbringt, hin zum römischen Gott Janus, der keine Tiergestalt mehr hat, aber zwei Gesichter. Baring-Gould setzte Oannes mit dem philistinisch-syrischen Dagān gleich und hielt ihn für eine Sonnengottheit, die morgens auf der Erde erscheint und abends im Meer versinkt; dazu passend die Doppelgestalt: halb Fisch, halb Mensch.
Auch eine Gleichsetzung mit Ea wurde erwogen, lässt sich aber laut Borger nicht halten.
Eine Gleichsetzung mit dem sumerischen Menschen-Fisch-Mischwesen kulullu U-An(na) (akkadisch Um-Anu) mit dem Beinamen Adapa, der mit anderen seiner Art aus dem Meer gekommen war, um den Menschen die Kultur zu bringen, gilt dagegen als wahrscheinlich.